# Ndebou
Ndebou est un village du Sénégal oriental.

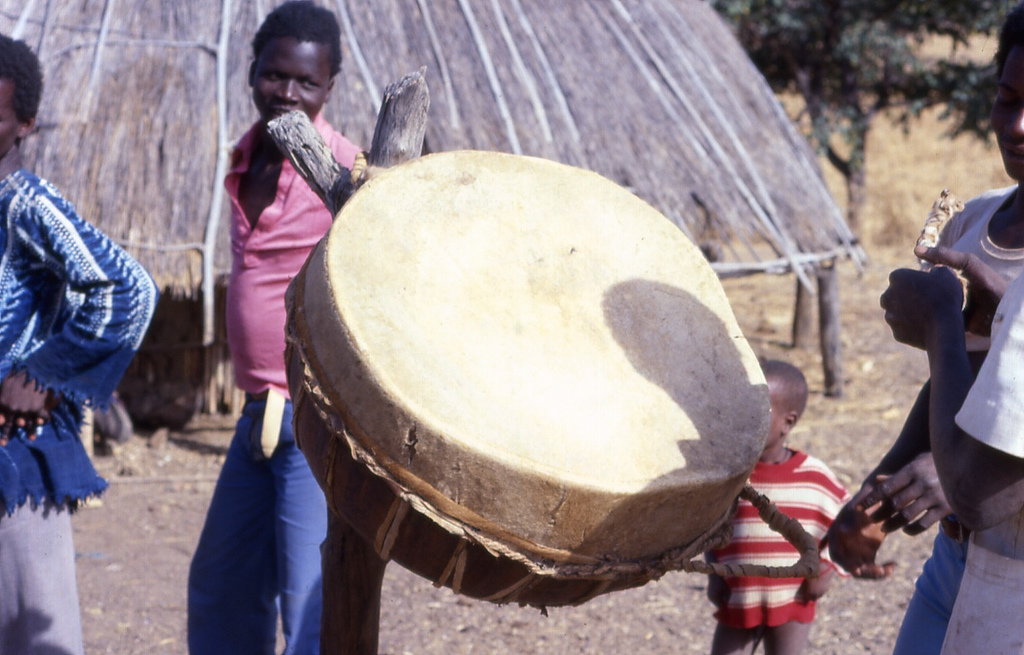
Tambour de large diamètre

## Administration
Ndebou fait partie de la communauté rurale de Bandafassi, dans le département de Kédougou (région de Tambacounda).

## Géographie
Les localités les plus proches sont Namel, Angoussaka, Lande, Bandanba, Ibel, Dinngala et Hore Bova.

### Physique géologique

#### Faune
Des chimpanzés – une espèce en voie d'extinction dans le pays – ont été observés aux environs de Ndebou.

### Population
Selon le PEPAM (Programme d'eau potable et d'assainissement du Millénaire), Ndebou compte 571 habitants et 62 ménages.

### Activités économiques
On y produit du coton.

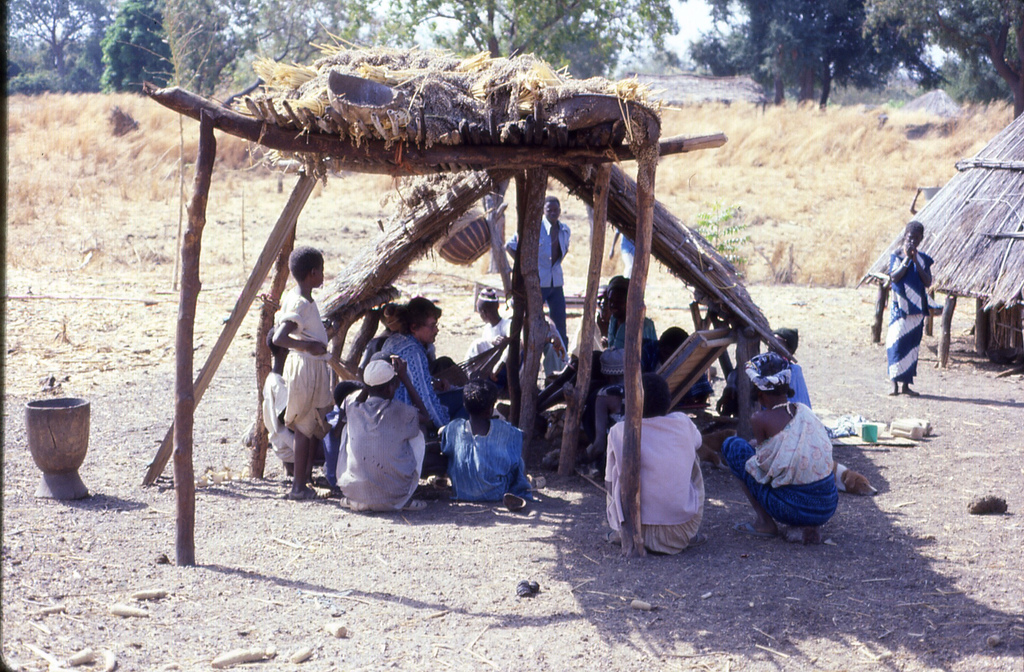
Recherche médicale à Ndebou en 1982

On trouve à Ndebou l'un des plus importants gisements de marbre du Sénégal, de haute qualité ornementale, dont les réserves sont estimées à 800 000 millions de tonnes.